# Rudi van Dalm
Rudi van Dalm (Banka, 25 februari 1927 - 4 april 2023) was een Nederlandse zanger en gitarist van Nederlands-Indisch afkomst.
In de jaren 50 trok hij als gitarist door Java, Nieuw Guinea en Australië. In 1960 kwam hij naar Nederland. In zijn toenmalige woonplaats Nijmegen richtte hij The Royal Rhythmics op waarmee hij optrad in lokale nachtclubs. In 1963 won hij een talentenjacht georganiseerd door John Kristel en tekende een platencontract. In 1964 verscheen het eerste album en de formatie was tot eind jaren 70 actief.
De muziek die hij maakte wordt gerekend tot de indorock en latere muziek tot de indopop. Later ging hij met zijn kinderen zingen en maakten ze albums onder de naam Rudi van Dalm and his Raindrops.
Rudi van Dalm was een veel gevraagde artiest op de Pasar Malam waar hij op latere leeftijd nog steeds optrad, samen met zijn dochters en zoon.